# Arthur Schieck
Arthur Schieck (* 21. September 1847 in Frankenberg/Sachsen; † 18. Dezember 1930 ebenda) war ein deutscher Politiker (Nationalliberale Partei) und Geheimer Kommerzienrat. Er war Stadtrat in Frankenberg/Sachsen und Mitglied des sächsischen Landtages.

## Leben und Wirken
Er stammt aus einer in Frankenberg/Sa. ansässigen Familie und war der Sohn des Kaufmanns Clemens Ottomar Schieck und dessen Ehefrau Amalie geborene Schiebler. In seiner Heimatstadt wurde er Stadtrat und zum Geheimen Kommerzienrat ernannt.
Durchgehend von 1899 bis 1909 war er als Mitglied der Nationalliberalen Partei (NLP) in der Zweiten Kammer des sächsischen Landtags vertreten. Danach gehörte er bis zu seinem Tod 1928 dem Kirchenvorstand an, in der von 1914 bis 1928 stellvertretender Vorsitzender war. Ferner war er 36 Jahre lang 1. Vorsitzer den Turnverein Frankenberg kettete und 2. Vorsitzender im Gauturnrat des Mulden-Zschopautaler Turngaues.